# 一人称
一人称（いちにんしょう）は、人称の一つで、話し手自身を指す。自称（じしょう）とも呼ぶ。一般に数の区別がある。

## 代名詞
数を持たない言語でも、一般に人称代名詞は数の区別をすることが知られている。特に一人称代名詞は、少なくとも単数と複数の区別がある。日本語も数を持たないが、「私」と「私たち」は厳密に区別する。

### 包括形と除外形
言語によっては、一人称代名詞の複数や双数で、聞き手を含むか否かを区別することがある。聞き手を含むものを包括形（英: inclusive）、含まないものを除外形（英: exclusive）と呼ぶ。ベトナム語では、chúng taが包括形、chúng tôiが除外形である。トク・ピシンでは、yumiが包括形、mipelaが除外形である。
完全に二分されず、一方が曖昧な場合もある。例えば普通話では、「我们（我們）」は包括・除外どちらも指すが、「咱们（咱們）」は包括のみである。

## 動詞
インド・ヨーロッパ語族やアフロ・アジア語族などの諸言語は、動詞は人称により変化する。

## 日本語
日本語は文法的にはっきりと名詞と区別される代名詞を持たない上、包括形と除外形の区別も無い点では、特異である。

## 中国語
中国語のうち、普通話では一人称単数代名詞が「我」、複数が「我們（我们）」であるが、他の言語（方言）や文語では種々の代名詞がある。

### 現代中国語
- 我：もっとも一般的な一人称。普通話、広東語、呉語、閩南語、客家語など、広く使われる
- 我們 - 普通話、広東語
- 咱: 普通話、閩南語
- 咱們：「咱們」は通常聞き手や読み手を含み、「我們」は含むことも含まないこともできる。中国東北部方言では、咱們は我們に等しい。
- 本人：多く文章語に用いられる。
- 人家：多くは女性が使う。甘えていたりふざけていたりするようなニュアンスがあり親密な関係を暗示する。古くは中性であった。三人称としても使う。日本語の「まったく、人の気持ちも考えないで」という時の「人」に近い。
- 咱 - 東北の方言で単数主格を表す。
- 儂 - 呉語、閩南語、福州語
- 我米
- 阿拉 - 上海語
- 吾 - 呉語などの方言に見られる
- 朕 - 呉語の方言に見られる

### 職業
- 本席：裁判官や検察官、議員の自称

### ネット俗語
- 偶、藕（台湾、大陸）：「我」と音が似ている
- 禾（香港女性）

### 古代中国語
「等」をつけて複数とした。
- 我（文言、單數）
- 余、予
- 卬
- 吾（文言、単数）、吾人（単数と複数どちらの用法もあり）、吾輩（複数）
- 洒家：宋代（男性）
- 我等（広東語ではまだこの用法がある）
- 君王貴族
- 朕：秦朝以前の一人称。元々は、舟曳きの自称だったとされ、「皇帝は舟を曳くように、国家を率いていくもの」とのニュアンスがあったとされる。秦代以降は皇帝専用の自称となった。清代になると、「朕」は上奏に使われる文章語となった。たとえば康熙帝は普段は「我」と自称し、公式文書の中だけ「朕」と自称した。
- 予一人：先秦時代の天子の自称。
- 孤、孤家、不穀、寡人：君主や諸侯等の謙譲の一人称。
- 本王：親王
- 哀家：夫が死去した皇太后、太妃
- 寡小君、小童：先秦の諸侯の妻の自称、秦代以降は皇后の自称になった。
- 梓童：皇后の自称（皇帝が皇后を呼ぶ時も用いる）。
- 本座：名望や地位のある人。大官や教主など。

#### 官員
- 本官：文官の目下や一般人に対する自称
- 本将：武将の目下や一般人に対する自称
- 末将：武将の上級官員に対する謙譲の一人称
- 臣、微臣、下臣など：文官の皇帝に対する自称
- 下官、卑職：文官の上級官員に対する謙譲の一人称
- 孤/臣（君臣関係）

#### その他
- 在下、僕：一般人に対する自称
- 老夫、老朽：年配の男性の自称
- 老身：年配の女性の自称
- 老僕、老奴：男、女の召使の自称、一般の老年女性の謙譲の自称としても使える。
- 奴才、老奴：宦官の皇帝や貴族に対する自称。奴僕の主人に対する自称。清代の満洲民族官員の皇帝に対する自称。
- 妾（わらわ）、妾身、賤妾：女性の謙譲の一人称（貴人に奉仕する女性・腰元）
- 草民、小人、小的：庶民の官員に対する謙譲の一人称

### 謙譲
これらの言葉は古風であり、一般には使わない。
- 小人、小可
- 小弟、愚兄、小妹、愚姉／姐：友人に対しての謙譲
- 小生、晚生、後学、不才：若い学生の先輩に対しての謙譲
- 小生/小女子（古風）
- 小女子、奴家：女性の謙譲
- 奴婢：女官や宮女の皇帝や貴族に対する自称。婢女や女僕の主人に対する自称。清代の妃嬪や満洲貴族女性や満洲族の臣下の妻女の皇帝に対する自称。
- 貧僧、貧尼、老衲、小僧：仏教僧侶の謙譲の一人称
- 貧道、小道：道士の謙譲の一人称
- （姓）某、（姓）某人：20世紀中ごろまで用いられた

### 尊大
- 老子/老娘、本少爺/本小姐、咱家（傲慢）

## 尊厳の複数
英語を始めとして、ヨーロッパ諸言語では、文法的にはっきりと名詞と区別される代名詞が存在する言語が多い。このため、一人称代名詞が1種類しかない言語も多い。英語のI（主格）はその例である。ただし、主格・所有格・目的格といった具合に活用変化する言語もかなり多い。また、単数代名詞と複数代名詞とで変形する言語も存在する。
ただし、高位の人物の一人称（とその人物に対する二人称）が複数形となる尊厳の複数（royal we）と呼ばれる現象がある。例えば英語のwe、フランス語のnousは本来、一人称複数であるが、君主の一人称単数代名詞としても用いられる。
類似した現象としてeditorial weと呼ばれるものがあり、これは新聞の社説などで執筆者がたとえ一人であっても複数形を用いることを表す。これは全体的な視点を表すために過剰に個人を表現するのを避けるためであるとされる。さらに学術論文などで執筆者が一人のときも複数形を用いることもあり、このときの複数形は執筆者と読者を表すのだと説明されることがある。